# Ferenczi Frigyes
Ferenczi Frigyes, született Rosenberg Rafael (Pest, 1867. szeptember 11. – Budapest, 1935. július 21.) magyar színész, színházi rendező, színműíró. Nagybátyja Goldmark Károly volt.

## Élete
Rosenberg Henrik kereskedő és Goldmark Rozália fia. Tanulmányait Pápán, Budapesten és a bécsi Burgtheater iskolájában végezte. 1892-ben Rakodczay Pál zombor-bajai színházához szerződött és ezt követően több vidéki városban működött, úgy mint Zombor, Baja, Szabadka, Debrecen és Szeged. Ez utóbbi két helyen voltak rendezői pályájának első állomásai. 1908 májusában elnyerte a Wagner-ösztöndíjat, majd négy évvel később az Országos Színészegyesület utazási ösztöndíját is megkapta. A fővárosban a Városi Színház rendezője volt. 1917-19-ben az Operaház rendezője, majd három évig a Fővárosi Operettszínház főrendezője lett. 1922-től haláláig ismét az Operaház tagja volt helyettes és főrendezőként. Opera-, operett-, balettlibrettókat írt és fordított. Szakmai tudása, személyisége a pályatársak között rendkívül népszerűvé tette.

## Magánélete
Felesége Hevér Júlia (Szeged, 1872–?) színésznő volt, akit 1893-ban vett nőül. 1893. december 3-án Szabadkán megkeresztelkedett, ekkortól teljes neve Ferenczi Ferenc Frigyes Rafael lett.

## Művei
- A debreceni színtársulat albuma (Debrecen, 1908)
- Színház és rendezés (Budapest, 1910)
- Színművészet (Tanulmányok, Szeged, 1914)

### Színművei
- Krach Móni, az óbudai fenegyerek (bohózat 3 felvonásban. Zenéjét szerezte: Delin Henrik. Bemutató: 1898. augusztus, Kisfaludy Színház)
- Árgyirus királyfi (táncosjáték 3 felvonásban. Társszerző: Gajári István. Bemutató: 1924. március 29., Magyar Királyi Operaház)
- Kaiser Pepi utazása a világ körül egy éjszaka (revü. Bemutató: 1928. június 23. Kisfaludy Színház)
- Őfensége mulat (balett, zenéjét szerezte: Gajári István)
- A csipke (balett, zenéjét írta: Rieger Alfréd)

### Főbb rendezései
- Árgyirus királyfi (Brada R., 1924)
- Diótörő (Brada R., 1927)
- Manon Lescaut (Puccini)